# Сарком
Сарком е раково образувание, причинено от трансформацията на клетки от мезенхимен (съединителна тъкан) произход. Съединителна тъкан е общ термин, включващ мастни тъкани, костни, хрущялни, мускулни или хемопоезни връзки, и саркоми могат да се появят във всяка една от тези връзки. Има много подвидове сарком, които са класифицирани в зависимост от определена връзка и вид клетка, от които се развива туморът. Важно е да се отбележи, че саркомите са основно тумори на съединителната тъкан, което означава, че мястото на образуване са съединителните тъкани. Те са противоположни на вторичните или „метастазни“ тумори на съединителната тъкан, които се появяват когато рак в друга част на тялото (като белите дробове, гръдна тъкан или простатата) се разпространи до съединителните тъкани. Думата сарком идва от гръцкото sarx и означава „плът“.

## Класификация
Саркомите обикновено са разделяни на две групи – костни саркоми и сарком на меките тъкани, като и двата вида имат множество подвидове:
- Подвидове костни саркоми са:
  - Остеосарком
  - Хондросаркома
  - Зле диференцирани кръгли/вретеновидни клетъчни тумори (Сарком на Юинг)[1]
  - Хемангиоендотелиом
  - Ангиосарком
  - Фибросарком/миофибросарком
  - Хордом
  - Адамантином
  - Други:
    - Липосарком
    - Леиомиосарком
    - Злокачествен тумор на обвивката на периферните нерви
    - Рабдомиосарком
    - Синовиален сарком
- Подвидове саркоми на меките тъкани:
  - Липосарком (включва следните вариации: ясно-диференциран, неопределен, не-диференциран, миксоиден/кръгли клетки, и преоморфен)
  - Атипичен липоматозен тумор
  - Дерматофибросаркома протуберанс (включва фибросаркоматозни и пигментирани вариации)
  - Малигнен солитарен фиброзен тумор

## Симптоми
Симптомите на костна саркома обикновено включват костна болка, особено през нощта и подуване около мястото на тумора. Симптомите на саркома на меките тъкани варират, но често представляват твърди, безболезнени бучки или възли. Стомашно-чревните стромални тумори (подвид на сарком на меките тъкани) често са асимптоматични, но могат да бъдат свързани с оплаквания от коремна болка.

## Причини и механизми

### Причинители и рискови фактори
Причинителите на повечето костни саркоми не са известни, но някои фактори са свързани с повишен риск от развитие на такива. Предишно излагане на йонизираща радиация (като радиационна терапия в миналото) е такъв рисков фактор. Излагане на алкилиращи средства, като тези откривани при някои ракови химиотерапевтични лекарства, също повишават риска от костен сарком. Някои наследствени генетични синдроми, включващи синдрома на Ли-Фраумени, наследствени мутации на ген РБ1 и болестта на Пейджет, са свързвани с повишен риск от развитие на костен сарком.
Повечето саркоми на меките тъкани се развиват от случайни генетични мутации в засегнатите клетки на пациента. Има определени рискови фактори, свързвани с повишение на риска от развитие на сарком. Излагането на йонизираща радиация е такъв фактор. Излагане на винилхлорид (като изпаренията при производство на поливинилхлорид), арсен и торотраст са свързвани с повишен риск от развитие на ангиосарком. Лимфедема, като тази образуваща се при определени видове лечение на рак на гърдата, също е рисков фактор. Подобно на костния сарком, някои наследствени генетични синдроми също са свързвани с повишен риск, като синдрома на Ли-Фраумени, Фамилна аденоматозна полипоза, Неврофиброматоза тип 1 и наследствените генетични мутации на РБ1 гена.

### Механизми
Специфичните молекулярни промени, които предизвикват сарком не винаги са известни, но някои типове са свързани с определени генетични мутации. Примерите включват:
- Повечето случаи на „саркома на Юинг“ – хромозомна транслокация, при която част от Хромозома 11 се смесва с част от Хромозома 22. В резултат „ЕВС1 ген“ се смесва с други гени, включително „ФЛИ1 ген“ в 90% от случаите на Юинг и „ЕРГ ген“ в 5 – 10% от случаите. Резултатът е произвеждане на абнормални протеини, въпреки че процесът, при които те образуват рак, не е напълно известен.
- Дерматофибросаркома портуберанс често е свързван с хромозомна транслокация, при която „КОЛ1А1 ген“ се обединява с „ПДГФРБ ген“. Резултатът е свръхактивна сигнализация на тромбоцитен растежен фактор, за който се смята, че насърчава клетъчното деление и води до развитие на тумори.
- Възпалителни миофибробластни тумори често са свързвани с пренареждане на „АЛК ген“, и понякога с пренареждане на „ХМГА2 гена“.
- Гигантски клетъчен тумор на меките тъкани често е свързан с хромозомна транслокация между Хромозома 1 и Хромозома 2, при която Макрофаг Колония стимулиращ факторен ген се смесва с Колаген, тип 6, Алфа 3. Резултатът е повишено производство на „СЦФ1 протеин“, който е смятан за важен при образуването на рак.
- Много липосаркоми са свързани с повторение на част от хромозома 12, предизвикваща появата на допълнителен брои копия от познати ракообразуващи гени като СДК4 ген, МДМ2 ген и ХМГА2 ген.

## Диагностика
Диагностиката на костен сарком започва с физически преглед както и проверка на историята на пациента, които могат да разкрият характерните признаци и симптоми. Лабораторните проучвания не са особено полезни в диагностиката, въпреки че някои костни саркоми (като остеосаркома) може да бъдат свързани с повишени нива на алкална фосфатаза, докато други (като саркома на Юинг) може да бъдат свързани с повишена скорост на утаяване на еритроцитите. Важно е обаче да се отбележи, че нито едно от тези лабораторни открития не са специфични за костните саркоми, което означава че повишенията в тези показатели може да бъдат свързани с множество други заболявания и съответно не могат да служат за окончателен и сигурен индикатор при диагностика. Образните изследвания са от критична важност и повечето лекари биха назначили рентгенография в началото. Други често използвани образни изследвания при диагностика включват магнитно-резонансна томография и сцинтиграфия на костите. Компютърна томография обикновено не се използва при диагностиката на повечето типове костен сарком, въпреки че е важен инструмент за определяне на етапа на развитие на тумора. Сигурната диагноза изисква биопсия на тумора и внимателно изследване на образеца от опитен патолог.
Диагностиката на сарком на меките тъкани също започва с медицинска история на пациента и физически преглед. Образните изследвания може да включват компютърна томография и магнитно-резонансна томография, въпреки че компютърната томография е предпочитана за саркоми на меките тъкани намиращи се в гръдния кош, корема или ретроперитонеалното пространство. Позитронно-емисионна томография може също да бъде полезна при диагностика, въпреки че най-често се използва за определяне на развитието на заболяването. Както и при костните саркоми, окончателната диагноза изисква биопсия.